# Herðubreið
Le Herðubreið est un volcan d'Islande de type tuya, situé dans le centre-est du pays, dans la région des Hautes Terres.

## Toponymie
Le nom du volcan vient de l'islandais signifiant littéralement en français « le large d'épaules ».

## Géographie

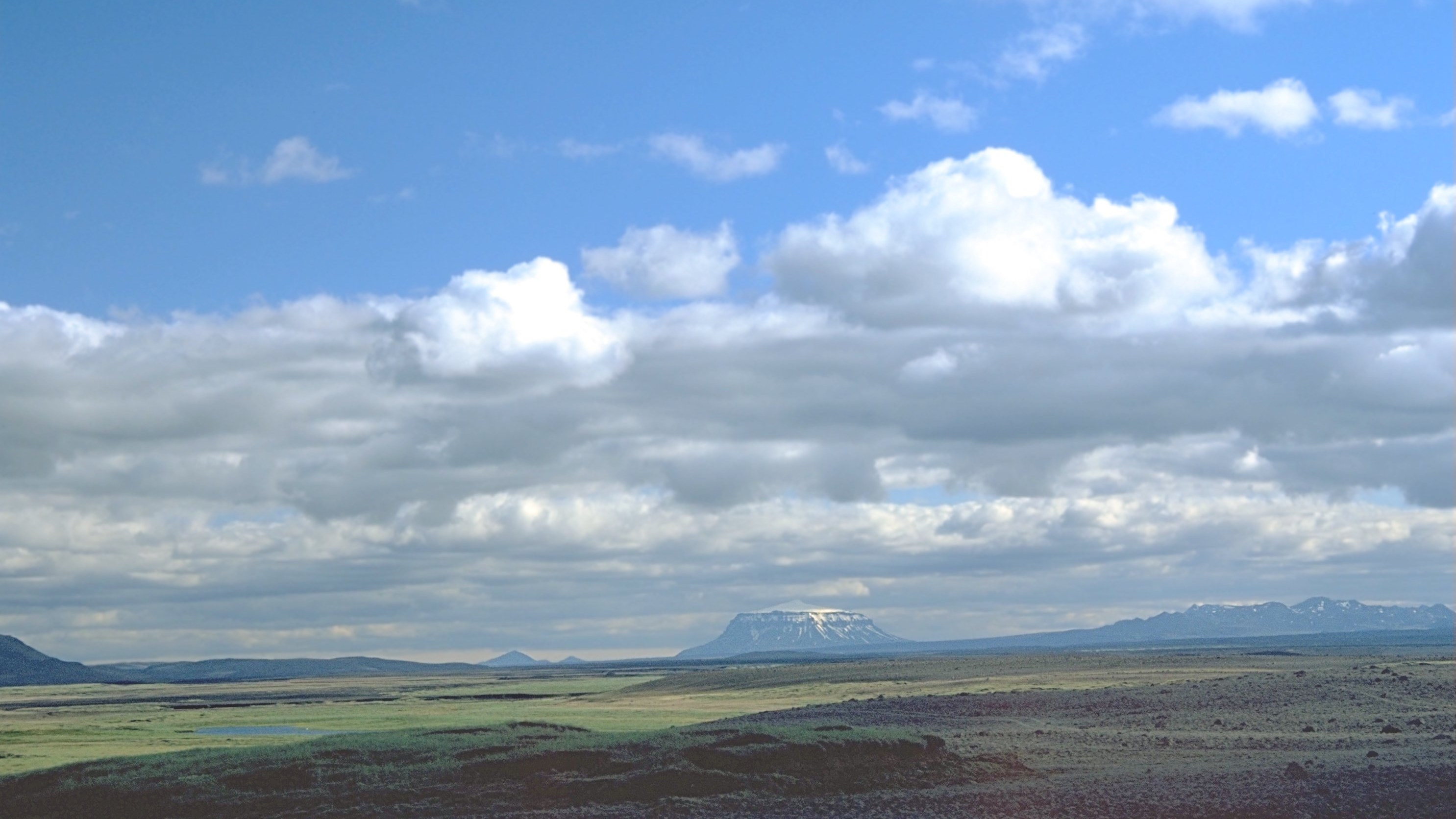
Le Herðubreið vu depuis Dettifoss.

Le Herðubreið se situe dans le nord-est des Hautes Terres d'Islande qui occupent le centre du pays, entouré au sud-ouest par la caldeira de l'Askja, à l'ouest par la montagne Braedrafell, au nord-est par le Herðubreiðarlindir, une oasis s'étirant le long de la rivière Jökulsá á Fjöllum, et au sud par le volcan Herðubreiðartögl,,,.
Culminant à 1 682 mètres d'altitude et à environ 1 000 mètres au-dessus des terres environnantes, le volcan est un tuya ceinturé en totalité par des falaises délimitant un plateau sommital sur lequel repose un cône volcanique d'environ 200 mètres de hauteur. Le Herðubreið s'élève au centre du désert Ódáðahraun, en français « Désert des Crimes », formé par l'assèchement de l'air qui passe au-dessus du glacier Vatnajökull situé au sud et nommé ainsi car des criminels  rejetés par la société y élisaient autrefois domicile.

## Histoire

### Formation
Le Herðubreið est un tuya, une montagne à plateau sommital, formé par l'empilement successif de lave et de téphra au cours d'éruptions sous-glaciaires lors de la dernière glaciation, dite de Würm,. Le volcanisme dans la région débuta au cours de la période interglaciaire d'Eem, il y a 120 000 ans, avec le début de la formation du Herðubreiðartögl mais ce n'est qu'il y a 20 000 ans que le Herðubreið naît au fond d'un lac glaciaire de 300 mètres de profondeur entouré par un inlandsis. La base du volcan composée de laves en coussins, de hyaloclastites puis de coulées de lave aériennes se met en place jusqu'à il y a 10 700 ans lorsque le lac glaciaire laisse place à l'inlandsis qui recouvre entièrement l'Herðubreið. Les éruptions sous-marines et phréatiques laissent alors place à des éruptions sous-glaciaires au cours desquelles d'autres laves en coussin et hyaloclastites recouvrent de manière incomplète la base du volcan en prenant la forme d'un cylindre délimité par la glace de l'inlandsis, donnant alors naissance à la falaise circulaire ceinturant la montagne. À partir d'il y a 10 200 ans et pendant 200 ans, les éruptions percent la glace de l'inlandsis et mettent en place le cône sommital du Herðubreið formé de coulées de lave aériennes. À partir d'il y a 10 000 ans, l'activité volcanique cesse sur le Herðubreið en même temps que les glaces se retirent, mettant alors à jour un tuya intact car n'ayant pas été érodé par les glaciers. La sismicité de la zone reste néanmoins importante bien que la magnitude dépasse rarement 3.

### Histoire récente
Des criminels rejetés par la société islandaise ont autrefois élu domicile dans la vaste plaine qui s'étend aux pieds du Herðubreið, donnant alors son nom au désert Ódádahraun, en français « Désert des Crimes ». En raison des falaises friables ceinturant en totalité la montagne, elle ne fut gravie pour la première fois qu'en 1908.